# Earias irakana
Earias irakana är en fjärilsart som beskrevs av Edward P. Wiltshire 1936. Earias irakana ingår i släktet Earias och familjen trågspinnare. Inga underarter finns listade i Catalogue of Life.